# Шапел ла Рен
Шапел ла Рен (фр. Chapelle-la-Reine) је насељено место у Француској у региону Париски регион, у департману Сена и Марна.
По подацима из 2011. године у општини је живело 2567 становника, а густина насељености је износила 161,35 становника/km².

## Демографија
| 1962. | 1968. | 1975. | 1982. | 1990. | 2011. |
| ----- | ----- | ----- | ----- | ----- | ----- |
| 803   | 797   | 1.100 | 1.509 | 2.125 | 2.567 |